# Polyspora excelsa
Polyspora excelsa är en tvåhjärtbladig växtart som först beskrevs av Carl Ludwig von Blume, och fick sitt nu gällande namn av Orel, Peter G.Wilson, Curry och Luu. Polyspora excelsa ingår i släktet Polyspora och familjen Theaceae. Inga underarter finns listade i Catalogue of Life.